# Theodosia (Missouri)
Theodosia és una població dels Estats Units a l'estat de Missouri. Segons el cens del 2000 tenia 240 habitants.

## Demografia
Segons el cens del 2000, Theodosia tenia 240 habitants, 112 habitatges, i 75 famílies. La densitat de població era de 68,6 habitants per km².
Dels 112 habitatges en un 17,9% hi vivien nens de menys de 18 anys, en un 52,7% hi vivien parelles casades, en un 10,7% dones solteres, i en un 33% no eren unitats familiars. En el 31,3% dels habitatges hi vivien persones soles el 16,1% de les quals corresponia a persones de 65 anys o més que vivien soles. El nombre mitjà de persones vivint en cada habitatge era de 2,14 i el nombre mitjà de persones que vivien en cada família era de 2,59.
Per edats la població es repartia de la següent manera: un 18,8% tenia menys de 18 anys, un 4,2% entre 18 i 24, un 22,1% entre 25 i 44, un 30% de 45 a 60 i un 25% 65 anys o més.
L'edat mediana era de 52 anys. Per cada 100 dones de 18 o més anys hi havia 93,1 homes.
La renda mediana per habitatge era de 23.750 $ i la renda mediana per família de 24.375 $. Els homes tenien una renda mediana de 21.528 $ mentre que les dones 16.875 $. La renda per capita de la població era de 13.149 $. Entorn del 20% de les famílies i el 28,8% de la població estaven per davall del llindar de pobresa.

## Poblacions més properes
El següent diagrama mostra les poblacions més properes.